# Thecla guzauta
Thecla guzauta är en fjärilsart som beskrevs av William Schaus 1902. Thecla guzauta ingår i släktet Thecla och familjen juvelvingar. Inga underarter finns listade i Catalogue of Life.